# Thüringisches Husaren-Regiment Nr. 12

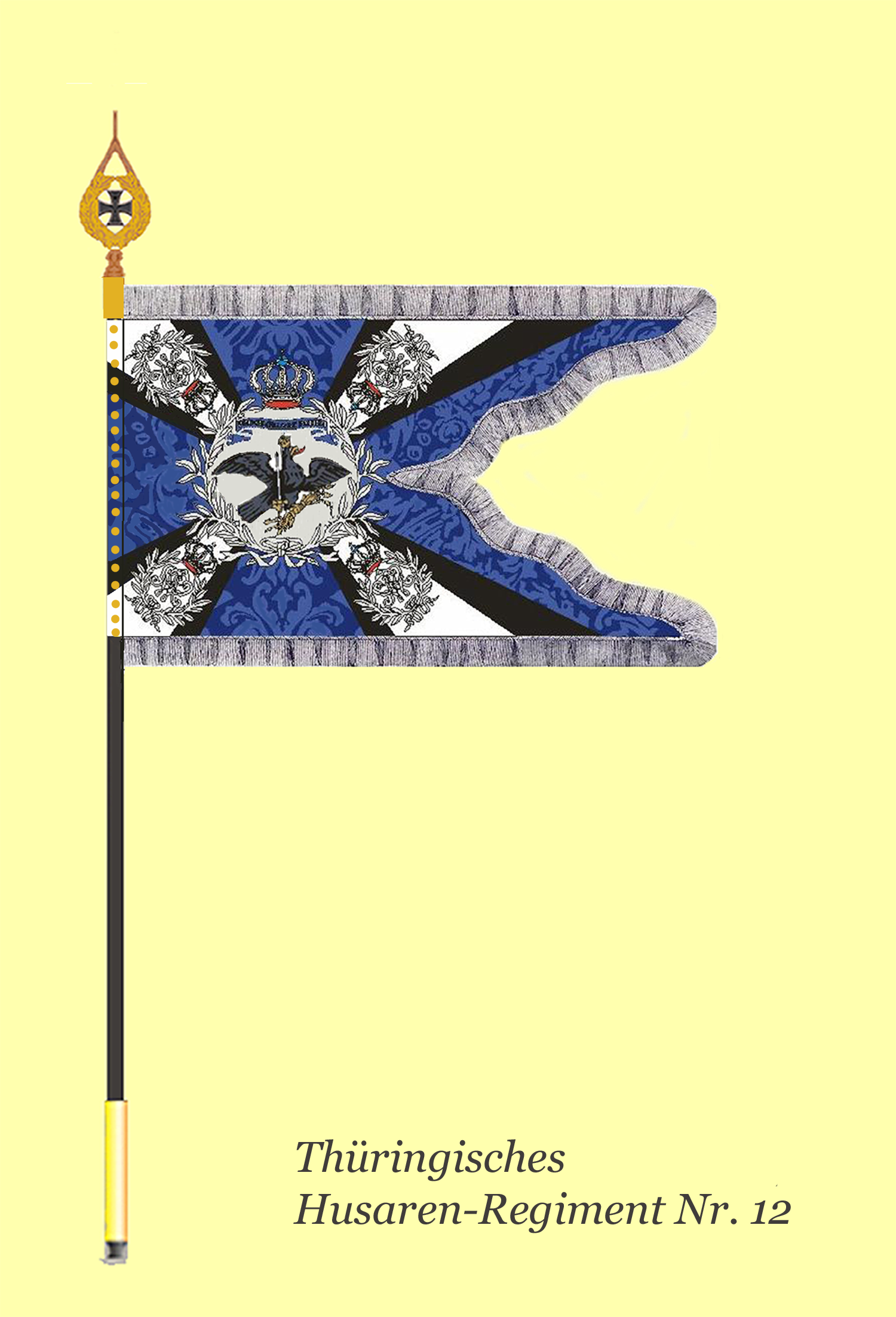
Standarte des Regiments

Das Thüringische Husaren-Regiment Nr. 12 war ein Kavallerieverband der Preußischen Armee.

## Organisations- und Kommandostruktur 1914
- IV. Armee-Korps in Magdeburg – Kommandierender General: General der Infanterie Friedrich Sixt von Armin

8. Division in Halle an der Saale – Kommandeur: Generalleutnant Hildebrand
8. Kavallerie-Brigade in Halle an der Saale – Kommandeur: Generalmajor Georg Thumb von Neuburg

## Geschichte
Mit dem 30. Juli 1791, der durch Kabinettsorder vom 29. August 1899 zum Stiftungstag bestimmt wurde, befahl der Herzog und Kurfürst Friedrich August III. von Sachsen die Aufstellung eines Husarenregiments zu acht Eskadronen, das in Pillnitz stationiert werden sollte. Das neue Regiment wurde Ende September in Mühlberg/Elbe zusammengestellt.
Als nach der Napoleonischen Ära die Neuaufteilung Deutschlands erfolgte, erhielt Preußen einen Teil Sachsens zugesprochen, woraufhin König Friedrich Wilhelm III. am 25. März 1815 die Aufstellung des 12. Husarenregiments aus den zugesprochenen Gebieten befahl. Die bisherigen sächsischen Husaren, die jetzt Preußen geworden waren, bildeten ab dem 8. Mai 1815 den Stamm des neuen Husarenregiments. Das Regiment wurde zunächst nach Schlesien verlegt, wo es bis 1817 verblieb. Dann erfolgte zu Beginn des April 1817 die Verlegung nach Eisleben, Artern, Sangerhausen und Cölleda im vormaligen Thüringer Kreis. Ab dem Jahre 1830 wurde das Regiment kurzzeitig in das Rheinland verlegt. Anlass hierfür war die Julirevolution von 1830 in Frankreich. Anschließend kehrte es in seine Standorte zurück. Wegen der Revolution in Baden wurde das Regiment nach Saarlouis und Saarbrücken kommandiert. Von da ab zog es in die Garnisonen nach Merseburg, Eisleben und Weißenfels. Letzte Garnison wurde am 2. April 1901 Torgau.

### Koalitionskriege
- 1793 Kämpfe gegen Frankreich in der Pfalz
- Schlacht bei Jena
- 1806 bis 1815 Kämpfe auf französischer Seite gegen Österreich, Russland und Preußen

### Herrschaft der Hundert Tage
Als preußisches Regiment Kämpfe gegen Frankreich im Korps Blücher und Einmarsch am 8. Juli 1815 in Paris.

### Badische Revolution
Im Verbund mit dem II. Armee-Korps unter Karl von der Groeben nahm das Regiment 1849 an der Niederschlagung der Badischen Revolution teil. Es kämpfte bei Ladenburg (21. Juni), Ötingheim (28. Juni), Steinmauern (29. Juni) sowie vom 29. Juni bis zum 23. Juli 1849 bei der Belagerung von Rastatt.

### Deutscher Krieg
Während des Krieges gegen Österreich Teilnahme an den Kämpfen in Böhmen:
- 02. Juli --- Sucha
- 03. Juli --- Schlacht bei Königgrätz
- 22. Juli --- Gefecht bei Blumenau

### Deutsch-Französischer Krieg
Im Krieg gegen Frankreich kämpfte das Regiment 1870/71 bei der Maas-Armee und war bis Januar 1871 dem Belagerungsring um Paris zugeteilt. Nach Kriegsende verblieb es als Besatzungstruppe in Frankreich und kehrte am 19. Juni 1871 in die Garnisonen zurück.

#### 1870
- 30. August --- Gefecht bei Beaumont
- 01. September --- Schlacht bei Sedan
- 19. September --- Pierrefitte und Stains
- ab 19. September --- Einschließung und Belagerung von Paris
- 30. November --- Épinay-sur-Seine (2. Eskadron)

#### 1871
- bis 28. Januar --- Einschließung und Belagerung von Paris

### Erster Weltkrieg
Das Regiment machte zu Beginn des Ersten Weltkriegs mobil, marschierte in das neutrale Belgien und kam hier zum ersten Mal ins Gefecht. Darauf folgten Kämpfe in Nordfrankreich, die Schlacht sowie der Rückzug von der Marne, Überquerung der Aisne bei Soissons und der Einsatz beim Wettlauf zum Meer. Nachdem die Kämpfe an der Westfront in den Stellungskrieg übergegangen waren, nahm das Regiment Patrouillendienste hinter der Front wahr.
Im November 1914 verlegte es an die Ostfront und beteiligte sich an den Kämpfen in Nordpolen. Im Mai 1915 war es in Kurland und Litauen im Einsatz und kam dann nach Rumänien. Bis Anfang 1917 war in den Kämpfe an der Südostfront involviert. Im Februar 1917 erfolgte die Rückverlegung an die Westfront. Nach Abgabe der Pferde und Umwandlung des Regiments in ein Kavallerie-Schützenbataillon nahmen die Regimentsangehörigen nach ihrer infanteristischen Ausbildung bis Kriegsende an den Abwehrschlachten in Flandern teil.

### Verbleib
Nach dem Waffenstillstand und Rückkehr in die Heimat traf das Regiment am 6. Dezember 1918 in Torgau ein und begann mit der Demobilisierung. Zahlreiche Husaren schlossen sich daraufhin dem als Freikorps tätigen Detachement Tüllmann an und nahmen an den Kämpfen in Oberschlesien teil. Das Detachement wurde nach der Räumung Oberschlesiens im Januar 1920 in das Reichswehr-Kavallerie-Regiment 16 eingegliedert.
Die Tradition übernahm in der Reichswehr die 2. Eskadron des 10. (Preußisches) Reiter-Regiments in Torgau.

## Regimentschef
| Dienstgrad                        | Name                               | Datum                                   |
| --------------------------------- | ---------------------------------- | --------------------------------------- |
| Generalmajor                      | von Gutschmid                      | 18. Juli 1809 bis 7. Juni 1812          |
| General der Infanterie            | Oldwig von Natzmer                 | 02. September 1834 bis 1. November 1861 |
| Russischer General der Infanterie | Großfürst Wladimir Alexandrowitsch | 16. Juni 1867 bis 17. Februar 1909      |
| General der Infanterie            | Großherzog Wilhelm Ernst           | 16. Juni 1913 bis Auflösung             |

## Kommandeure
| Dienstgrad                  | Name                                    | Datum                                                          |
| --------------------------- | --------------------------------------- | -------------------------------------------------------------- |
|                             | von Süßmilch genannt Hörnig             | 30. Juli 1791 bis 11. April 1801                               |
|                             | von Trützschler                         | 12. April 1801 bis 17. Januar 1805                             |
|                             | Damm von Pflugk                         | 18. Januar 1805 bis 14. März 1809                              |
|                             | von Gutschmid                           | 15. März bis 5. November 1809                                  |
|                             | von Engel                               | 06. November 1809 bis 23. Januar 1813                          |
|                             | von Lindenau                            | 24. Januar 1813 bis 1. Februar 1814                            |
|                             | von Leyser                              | 02. Februar 1814 bis 16. Juni 1815                             |
| Oberstleutnant              | Karl Heinrich von Czettritz und Neuhaus | 17. Juni 1815 bis 10. Mai 1816                                 |
| Oberstleutnant/Oberst       | Wilhelm August von Wulffen              | 11. Mai 1816 bis 29. März 1830                                 |
| Oberstleutnant              | Karl von Wolff                          | 30. März 1830 bis 5. Januar 1831 (mit der Führung beauftragt)  |
| Oberstleutnant/Oberst       | Karl von Wolff                          | 06. Januar 1831 bis 29. März 1839                              |
| Major                       | Friedrich von Borcke                    | 30. März 1839 bis 27. Januar 1841 (mit der Führung beauftragt) |
| Major/Oberstleutnant/Oberst | Friedrich von Borcke                    | 28. Januar 1841 bis 26. März 1847                              |
| Major                       | Karl Wurmb von Zinck                    | 27. März 1847 bis 12. Januar 1848 (mit der Führung beauftragt) |
| Major/Oberstleutnant/Oberst | Karl Wurmb von Zinck                    | 13. Januar 1848 bis 17. Februar 1853                           |
| Oberstleutnant/Oberst       | Richard von Meyerinck                   | 18. Februar 1853 bis 11. Januar 1858                           |
| Major/Oberstleutnant/Oberst | Theophil von Podbielski                 | 12. Januar 1858 bis 28. Januar 1863                            |
| Major                       | Gustav von Barnekow                     | 29. Januar bis 16. März 1863 (mit der Führung beauftragt)      |
| Oberstleutnant/Oberst       | Gustav von Barnekow                     | 17. März 1863 bis 17. November 1868                            |
| Oberstleutnant/Oberst       | Bodo von Suckow                         | 18. November 1868 bis 27. Mai 1874                             |
| Major/Oberstleutnant/Oberst | Maximilian von Versen                   | 28. Mai 1874 bis 20. November 1882                             |
| Oberstleutnant/Oberst       | Hans von Wartensleben                   | 21. November 1882 bis 21. März 1889                            |
| Oberstleutnant              | Rinaldo von Brünneck                    | 22. März 1889 bis 15. Juni 1891                                |
| Oberstleutnant/Oberst       | Ernst von Liebermann                    | 16. Juni 1891 bis 12. Mai 1895                                 |
| Oberstleutnant/Oberst       | Hasso von der Schulenburg               | 13. Mai 1895 bis 9. Juni 1899                                  |
| Oberstleutnant/Oberst       | Friedrich von Seydewitz                 | 10. Juni 1899 bis 16. Februar 1903                             |
| Major                       | Eberhard von Krosigk                    | 17. Februar bis 17. April 1903 (mit der Führung beauftragt)    |
| Oberstleutnant/Oberst       | Eberhard von Krosigk                    | 18. April 1903 bis 1. Mai 1908                                 |
| Oberstleutnant/Oberst       | Georg von der Wense                     | 02. Mai 1908 bis 15. Juni 1911                                 |
| Oberstleutnant/Oberst       | Arthur von Ledebur                      | 16. Juni 1911 bis 2. Mai 1915                                  |
| Major/Oberstleutnant        | Otto Mumm von Schwarzenstein            | 03. Mai 1915 bis 3. Januar 1917                                |
| Major/Oberstleutnant        | Bernhard von Schlebrügge                | 04. Januar 1917 bis 22. September 1918                         |
| Major                       | Werner von Bresler                      | 23. September 1918 bis Demobilisierung                         |

## Uniform
Die Uniform bestand (ab 1912 nur noch als Friedensuniform) aus einer Pelzmütze aus schwarzem Seehundfell mit messingner Schuppenkette und neusilbernem Devisenband (sog. Vaterlandsbandeau) mit der Inschrift MIT GOTT FÜR KÖNIG UND VATERLAND. Fangschur und der als Kalpak  bezeichnete Mützenbeutel waren weiß. Die Atilla war kornblumenblau mit weißer Verschnürung und Regimentsnummern in Messing auf den Schulterstücken. Die Reithose war anthrazitfarben. Die Reitstiefel waren nach Husarenart geschnitten und um den oberen Rand mit einer umlaufenden Verzierung versehen.